# Coupe de l'UFOA 1983
Navigation
Édition précédente Édition suivante
La Coupe de l'UFOA 1983 voit le sacre du New Nigeria Bank FC du Nigéria qui bat le tenant du titre, les Ghanéens de Sekondi Hasaacas FC en finale, lors de cette septième édition de la Coupe de l'UFOA, qui est disputée par les meilleurs clubs d'Afrique de l'Ouest non qualifiés pour la Coupe des clubs champions africains ou la Coupe d'Afrique des vainqueurs de coupe. Toutes les rencontres sont disputées en matchs aller et retour.

## Premier tour
| Équipe 1                   | Résultat | Équipe 2                   | Aller | Retour |
| -------------------------- | -------- | -------------------------- | ----- | ------ |
| Great Olympics             | -        | ASFA Nouakchott forfait    | -     | -      |
| Requins de l'Atlantique FC | 6 - 0    | UD Internacional de Bissau | 5 - 0 | 1 - 0  |
| USC Bassam                 | 2 - 1    | AS Biton                   | 1 - 0 | 1 - 1  |
| Olympique Kakandé          | 1 - 5    | New Nigeria Bank FC        | 0 - 2 | 1 - 3  |

## Quarts de finale
| Équipe 1            | Résultat | Équipe 2                   | Aller | Retour |
| ------------------- | -------- | -------------------------- | ----- | ------ |
| Real Republicans    | 2 - 1    | Requins de l'Atlantique FC | 2 - 0 | 0 - 1  |
| New Nigeria Bank FC | 2 - 0    | ASFOSA Lomé                | 1 - 0 | 1 - 0  |
| USC Bassam          | 2 - 2e   | Sekondi Hasaacas FC (T)    | 2 - 1 | 0 - 1  |
| SEIB Diourbel       | 1 - 4    | Great Olympics             | 1 - 3 | 0 - 1  |

## Demi-finales
| Équipe 1                   | Résultat | Équipe 2            | Aller | Retour |
| -------------------------- | -------- | ------------------- | ----- | ------ |
| Requins de l'Atlantique FC | 1 - 5    | New Nigeria Bank FC | 1 - 1 | 0 - 4  |
| (T) Sekondi Hasaacas FC    | 1 - 0    | Great Olympics      | 0 - 0 | 1 - 0  |

## Finale
| Équipe 1            | Résultat | Équipe 2                | Aller | Retour |
| ------------------- | -------- | ----------------------- | ----- | ------ |
| New Nigeria Bank FC | 2 - 0    | Sekondi Hasaacas FC (T) | 2 - 0 | 0 - 0  |